# Olympische Winterspiele 1980/Teilnehmer (Südkorea)
| Gelbes Symbol für Goldmedaillen mit stilisierten Olympischen Ringen | Graues Symbol für Silbermedaillen mit stilisierten Olympischen Ringen | Braundes Symbol für Bronzemedaillen mit stilisierten Olympischen Ringen |
| ------------------------------------------------------------------- | --------------------------------------------------------------------- | ----------------------------------------------------------------------- |
| —                                                                   | —                                                                     | —                                                                       |

Südkorea nahm an den Olympischen Winterspielen 1980 in Lake Placid mit einer Delegation von 10 Athleten (6 Herren, 4 Damen) teil.

## Teilnehmer nach Sportarten

### Eiskunstlauf
Damen:
- Shin Hae-sook
20. Platz

### Eisschnelllauf
| Damen: - Kim Yeong-hui 1000 m: 34. Platz 1500 m: 25. Platz 3000 m: 22. Platz - Lee Nam-sun 500 m: 14. Platz 1000 m: 26. Platz - Lee Seong-ae 1000 m: 30. Platz 1500 m: 26. Platz 3000 m: 24. Platz | Herren: - Lee Yeong-ha 500 m: 19. Platz 1000 m: 22. Platz 1500 m: 22. Platz - Na Yun-su 1500 m: 26. Platz 5000 m: 24. Platz 10.000 m: 23. Platz |

### Ski Alpin
Herren:
- Hong In-gi
Abfahrt: 40. Platz
Riesenslalom: 49. Platz
Slalom: DNF

### Ski Nordisch

#### Langlauf
Herren:
- Hwang Byung-dae
15 km: 59. Platz
30 km: DNF
- Kim Dong-hwan
15  km: DNF
30 km: 51. Platz
- Kim Nam-young
15 km: 58. Platz
30  km: DNF